# Si Sa Ket (Provinz)
Si Sa Ket (Thai: ศรีสะเกษ, auch als Si Saket oder Sisaket wiedergegeben) ist eine Provinz (Changwat) in der Nordostregion von Thailand, dem so genannten Isan.
Die „Hauptstadt“ der Provinz Si Sa Ket heißt ebenfalls Si Sa Ket.

## Geographie

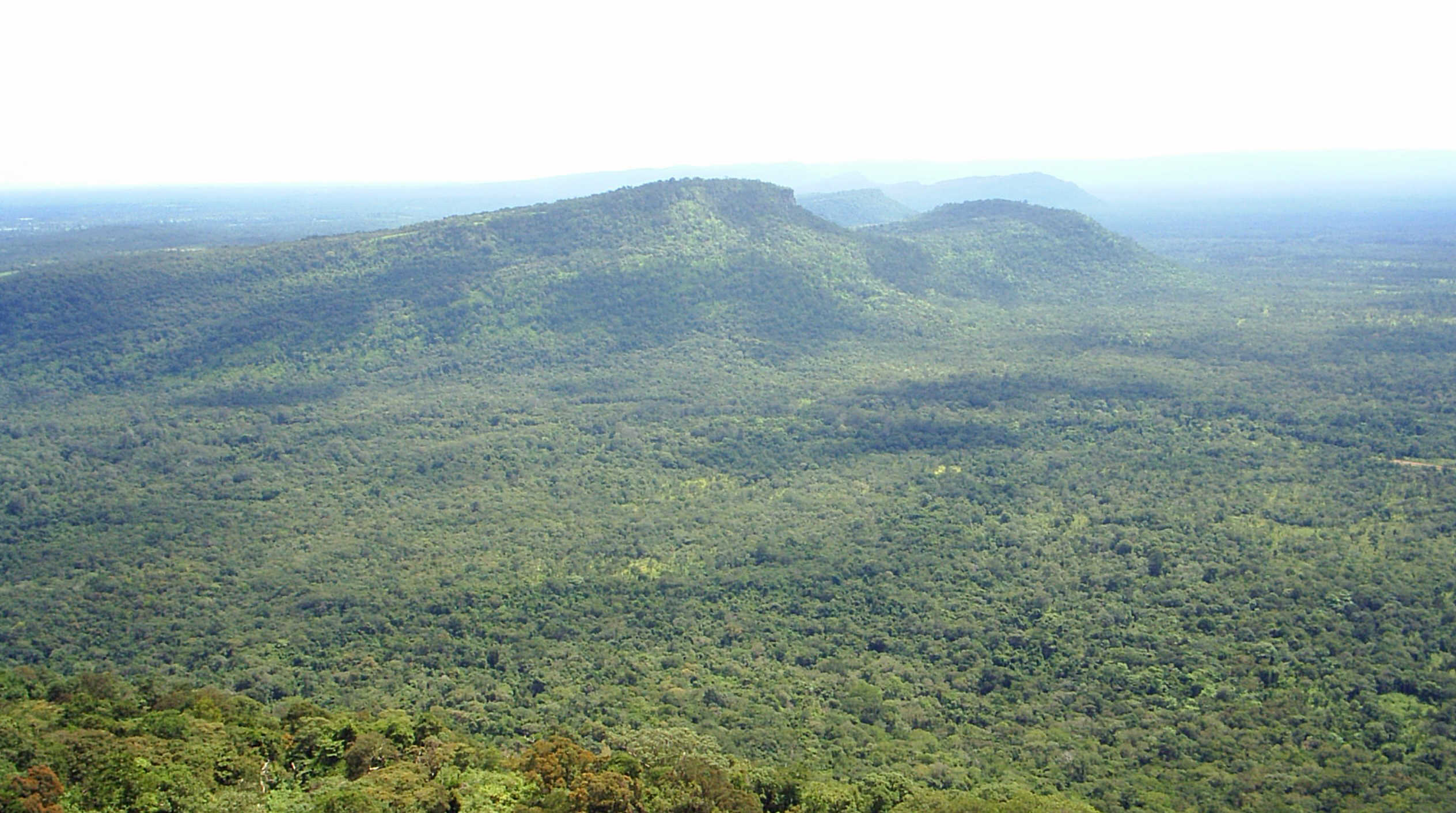
Dongrek-Gebirge im Süden der Provinz

Die Provinz liegt im Tal des Mae Nam Mun (Mun-Fluss), einem Nebenfluss des Mekong. Im Süden bildet das Dongrek-Gebirge die Grenze zu Kambodscha.
| Benachbarte Provinzen und Gebiete: | Benachbarte Provinzen und Gebiete: |
| ---------------------------------- | ---------------------------------- |
| Norden                             | Yasothon und Roi Et                |
| Osten                              | Ubon Ratchathani                   |
| Süden                              | Landesgrenze zu Kambodscha         |
| Westen                             | Surin                              |

### Wichtige Städte
- Si Sa Ket
- Khun Han

### Wichtige Flüsse
- Mae Nam Mun
- Huai Samran

### Klima
Das Klima ist tropisch-monsunal. Die Höchsttemperatur im Jahr 2009 betrug 36,8 °C, die tiefste Temperatur wurde mit 14,8 °C gemessen. An 114 Regentagen fielen in demselben Jahr 1597,7 mm Niederschlag.

## Bevölkerung
Vier Bevölkerungsgruppen leben in der Provinz: die Khmer, die Kuy (oder Suai; gemäß der Volkszählung 2000 sprachen 26,2 % der Bevölkerung Khmer oder Kuy), die Lao und die Yoe.
Dabei sind die nördlichen Teile der Provinz (z. B. Kanthararom, Rasi Salai) mehrheitlich von Lao bewohnt, während im südlichen Sisaket (z. B. Khukhan, Khun Han) die Khmer die Bevölkerungsmehrheit stellen.
Kuy leben oftmals in den gleichen Regionen wie Khmer, generell gibt es jedoch in fast allen Amphoe jede der 3 größeren Bevölkerungsgruppen. Die Yoe sind eine sehr kleine Minderheit, die ausschließlich in der Provinz Sisaket lebt.

## Wirtschaft und Bedeutung
Im Jahr 2008 betrug das „Gross Provincial Product“ (Bruttoinlandsprodukt) der Provinz 47.486 Millionen Baht.

### Daten
Die unten stehende Tabelle zeigt den Anteil der Wirtschaftszweige am „Gross Provincial Product“ in Prozent:
| Wirtschaftszweig | 2006 | 2007 | 2008 |
| ---------------- | ---- | ---- | ---- |
| Landwirtschaft   | 22,9 | 23,0 | 21,2 |
| Industrie        | 4,5  | 6,4  | 6,9  |
| Andere           | 72,6 | 70,6 | 71,9 |

### Landnutzung
Für die Provinz ist die folgende Landnutzung dokumentiert:
- Waldfläche: 668.386 Rai (417,7 km²), 12,1 % der Gesamtfläche
- Landwirtschaftlich genutzte Fläche: 2.832.195 Rai (1.770,1 km²), 51,3 % der Gesamtfläche
- Nicht klassifizierte Fläche: 2.024.404 Rai (1.265,3 km²), 36,6 % der Gesamtfläche

Die Wirtschaft ist geprägt von Landwirtschaft und Fischerei. Die Provinz Si Sa Ket hat insgesamt 697 Feuchtgebiete mit einer Fläche von 49,4 km², die mehr oder weniger intensiv für die Landwirtschaft genutzt werden.
Der Tourismus spielt noch eine untergeordnete Rolle, ist aber im Wachsen begriffen.

### Staudämme
Ang Huai Ta Mai

## Verkehr

### Bahnverkehr
- Bahnhof Nong Waeng
- Bahnhof Ban Khlo
- Bahnhof Kanthararom
- Bahnhof Si Sa Ket
- Bahnhof Ban Tae
- Bahnhof Uthumphon Phisai
- Bahnhof Huai Thap Than

### Busverkehr
Si Sa Ket Bus Terminal

## Bildungseinrichtungen
- Rajabhat Universität Sisaket in Mueang Si Sa Ket[8]

- Ramkhamhaeng-Universität in Mueang Si Sa Ket
- Chaloem Kanchanaphisek Technology Si Sa Ket College in Mueang Si Sa Ket
- Si Sa Ket Technical College in Mueang Si Sa Ket
- Si Sa Ket Polytechnic College in Si Sa Ket
- Si Sa Ket Industrial and Community Education College in Mueang Si Sa Ket
- Si Sa Ket Agriculture and Technology College in Mueang Si Sa Ket
- Si Sa Ket Physical Education College in Mueang Si Sa Ket
- Satri Si Sa Ket School in Mueang Si Sa Ket

## Gesundheitseinrichtungen
- Krankenhaus Si Sa Ket in Mueang Si Sa Ket
- Pracharak-Krankenhaus in Mueang Si Sa Ket
- Krankenhaus Uthumphon Phisai
- Krankenhaus Huai Thap Than
- Krankenhaus Kanthararom
- Krankenhaus Mueang Chan
- Krankenhaus Khukhan
- Krankenhaus Kantharalak in Nam Om

## Geschichte
Viele Überreste in der Provinz weisen auf eine lange Geschichte seit dem Reich der Khmer von Angkor im 12. Jahrhundert hin. Der Überlieferung nach hieß Si Sa Ket früher Nakhon Lamguan, das später als Khukhan bekannt wurde.
1759 erhielt Khukhan den Status einer Stadt und das lokale Oberhaupt Lung Kaeo Suwan wurde zum Gouverneur mit dem Titel Phra Kraiphakdi ernannt. Während der Regierungszeit des Königs Chulalongkorn (Rama V.; reg. 1868–1910) wurde die Bevölkerung der Stadt an die heutige Stelle umgesiedelt. Die Stadt behielt jedoch ihren Namen. Erst 1938 benannte man die Provinz und die Hauptstadt in Si Sa Ket um.

## Sehenswürdigkeiten

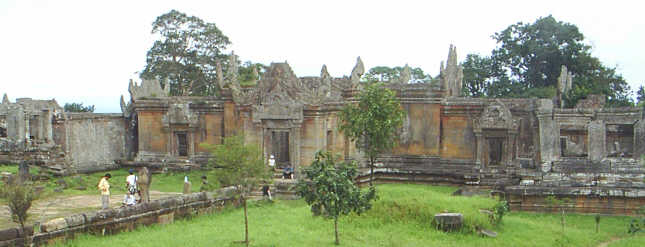
Khao Phra Viharn

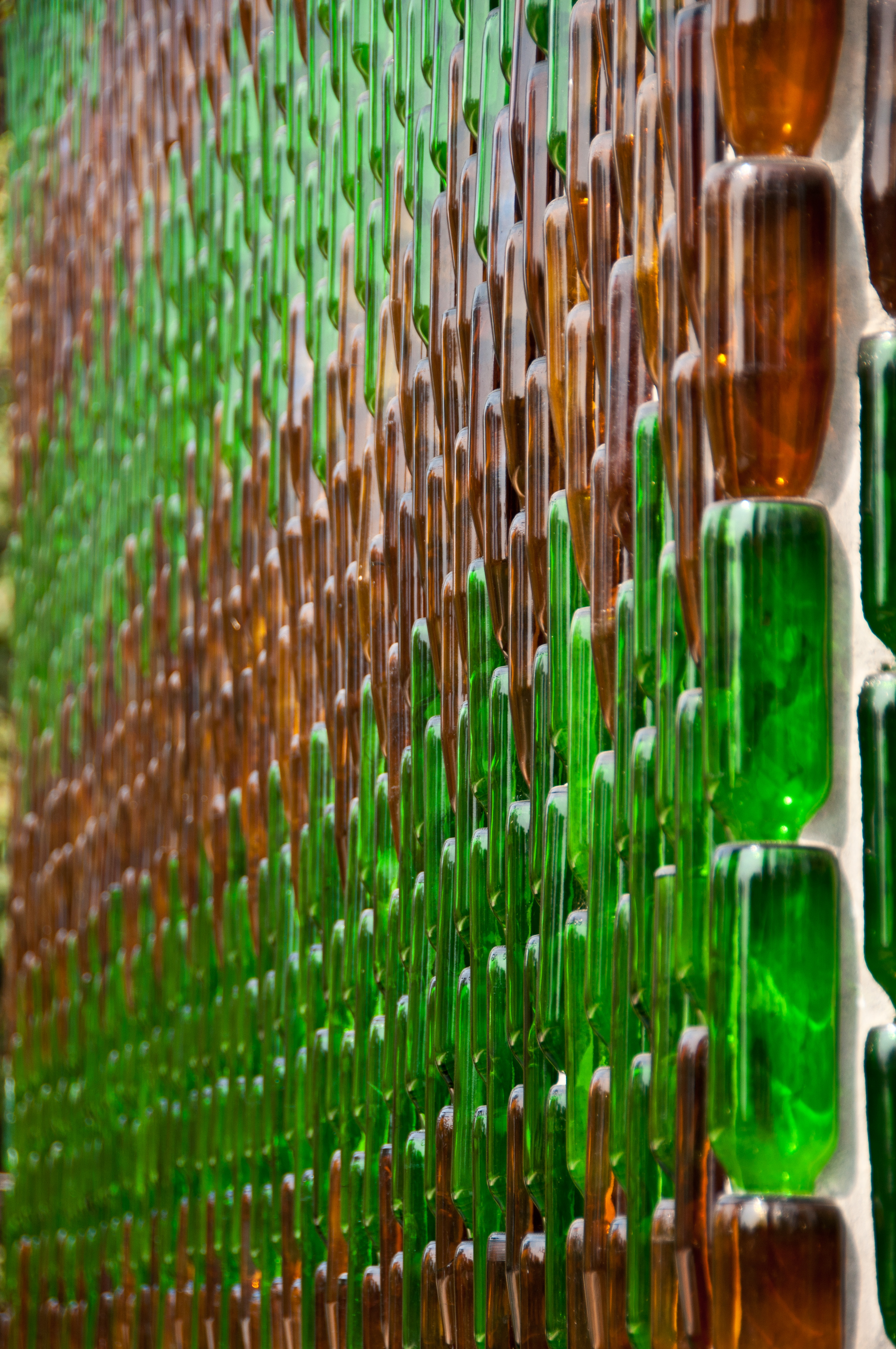
Detail des Tempels Wat Pa Maha Chedi Kaew

- Der Nationalpark Khao Phra Viharn liegt in den Dongrek-Bergen ganz im Süden der Provinz an der Grenze nach Kambodscha. Er wurde am 20. März 1998 eingeweiht und ist 130 km² groß. Sein Name stammt vom Khao Phra Viharn (auf Khmer: Prasat Preah Vihear), einem Khmer-Tempel, der auf kambodschanischem Gebiet liegt. Dies führte in der Vergangenheit häufig zu Genzdisputen, so dass der Tempel die meiste Zeit der jüngsten Vergangenheit unzugänglich gewesen ist. Bei einem Grenzgutachten für den Franko-Siamesischen Vertrag von 1907 wurde der Tempel auf der kambodschanischen Seite bestätigt, obwohl die Grenzen an anderen Stellen entlang der Wasserscheide verläuft. Im Jahre 1962 wurde durch den Internationalen Gerichtshof die Grenzen von 1907 bestätigt und dadurch der Streit offiziell beigelegt. Der Tempel bildet eines der beeindruckendsten Beispiele sakraler Baukunst der Khmer
- Prasat Kamphaeng Yai – eine eindrucksvolle Ruinenanlage mit monumentalem Tor und kunstvollem Skulpturenschmuck; die innere Mauer ist fast vollständig erhalten
- Mit dem Bau des buddhistischen Tempels Wat Pa Maha Chedi Kaew wurde Ende der 1980er Jahre begonnen. Als wichtigster Baustoff dienten 1,5 Millionen Bierflaschen.[10] Hauptsächlich wurden Flaschen für Heineken (grün), Chang, Singha und Red Bull (alle braun) verwendet.[11]
- Lokale Feste:
  - Lamduan-Fest – am ersten Wochenende im März findet das jährliche Lamduan-Fest statt, auf dem die lokalen Minderheiten ihr Kunsthandwerk und ihre Kultur vorstellen
  - Marathonlauf – am Sonntag der dritten Woche im August findet jährlich ein Halbmarathon- und Viertelmarathonlauf statt; die Route geht bergauf zum Khao Phra Viharn und ist sehr anspruchsvoll
  - Saen Don Ta – am 14. Tag des 10. Lunarmonats (zw. spätem September und frühem Oktober) wird Saen Don Ta, ein Opfer- und Dankfest für die Ahnen, gefeiert. Das ursprünglich von den Khmer stammende Fest zieht heutzutage alle Menschen der Provinz an. Besonders die Parade und Festivitäten in Khukhan sind in der ganzen Provinz bekannt.
- Aquarium Si Sa Ket

## Symbole

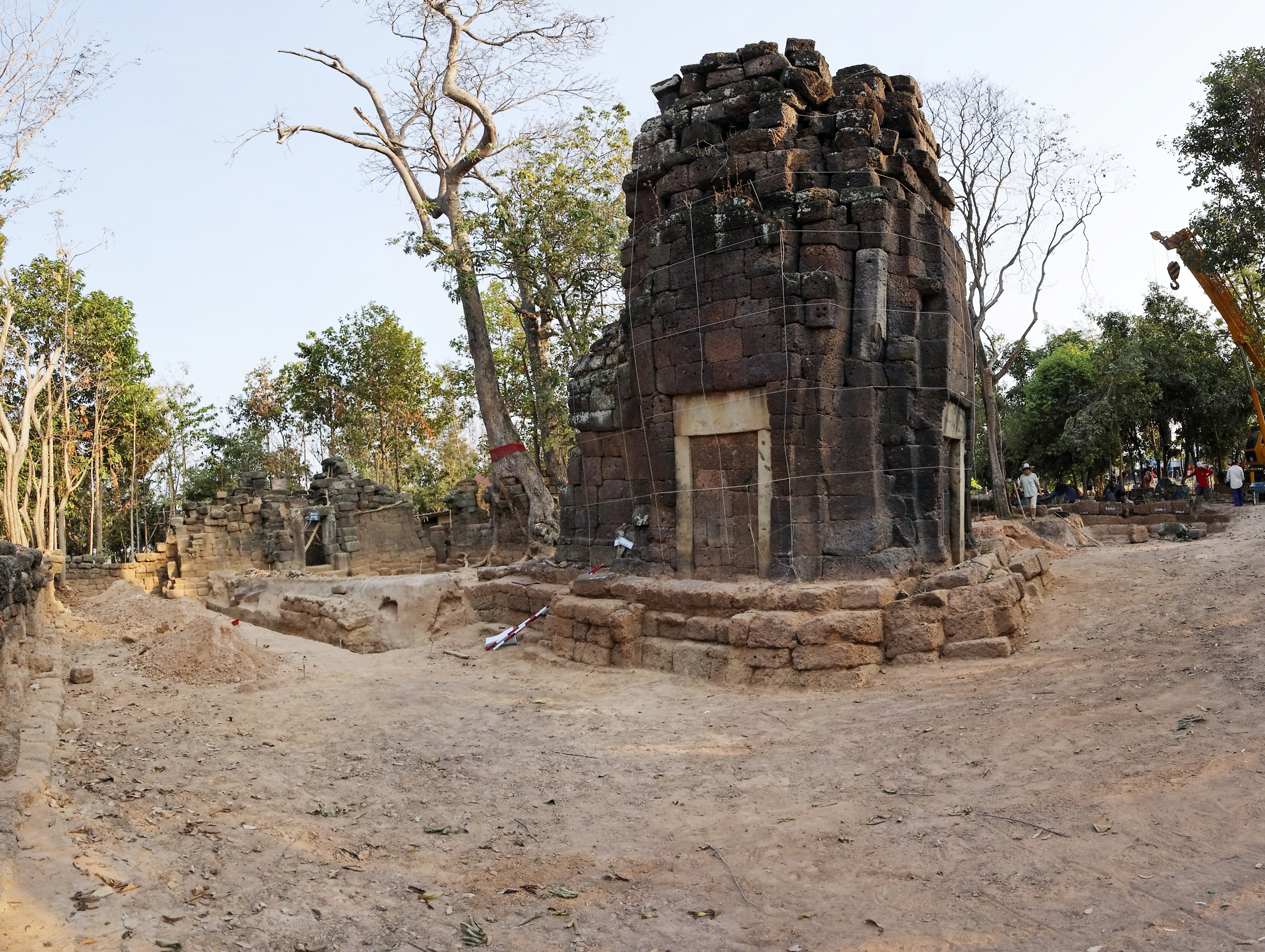
Prasat Hin Ban Samo

Das Siegel zeigt den Prasat Hin Ban Samo im Bezirk Prang Ku, einen Khmer-Tempel, der etwa 1000 Jahre alt ist.
Die lokale Blume ist White Cheesewood (Lamduan, Melodorum fruticosum Lour.). Die sechs Blütenblätter weisen auf die ursprünglichen sechs Distrikte (Amphoe) der Provinz hin: Khukhan, Kantharalak, Uthumphon Phisai, Kanthararom, Rasi Salai und Khun Han.
Der Wahlspruch der Provinz Si Sa Ket lautet:
„Das Land der uralten Khmer-Burgen,
Gute Zwiebeln und wohlschmeckender Knoblauch wird angebaut,
Der Park der Prinzessin-Mutter mit Lamduan-Blumen wird von uns geehrt,
Die Provinz ist bekannt für Liebe und Einheit unter den verschiedenen Kulturen.“

## Verwaltungseinheiten

### Provinzverwaltung
Die Provinz Si Sa Ket ist in 22 Amphoe (‚Bezirke‘ oder ‚Landkreise‘) gegliedert. Diese sind weiter unterteilt in 206 Tambon (‚Unterbezirke‘ oder ‚Gemeinden‘) und 2411 Muban (‚Dörfer‘).
| \| Amphoe (Landkreise) \| Amphoe (Landkreise) \| \| ------------------------------------------------------------------------------------------------------------------------------------------------------------------------------------------------------------------------------------------------------------------------------------------------------------------------------------------------------------------------------------------------------------------- \| -------------------------------------------------------------------------------------------------------------------------------------------------------------------------------------------------------------------------------------------------------------------------------------------------------------------------------------------------------------------------------------------- \| \| 1. Amphoe Mueang Si Sa Ket (อำเภอเมืองศรีสะเกษ) 2. Amphoe Yang Chum Noi (อำเภอยางชุมน้อย) 3. Amphoe Kanthararom (อำเภอกันทรารมย์) 4. Amphoe Kantharalak (อำเภอกันทรลักษ์) 5. Amphoe Khukhan (อำเภอขุขันธ์) 6. Amphoe Phrai Bueng (อำเภอไพรบึง) 7. Amphoe Prang Ku (อำเภอปรางค์กู่) 8. Amphoe Khun Han (อำเภอขุนหาญ) 9. Amphoe Rasi Salai (อำเภอราษีไศล) 10. Amphoe Uthumphon Phisai (อำเภออุทุมพรพิสัย) 11. Amphoe Bueng Bun (อำเภอบึงบูรพ์) \| 1. Amphoe Huai Thap Than (อำเภอห้วยทับทัน) 2. Amphoe Non Khun (อำเภอโนนคูณ) 3. Amphoe Si Rattana (อำเภอศรีรัตนะ) 4. Amphoe Nam Kliang (อำเภอน้ำเกลี้ยง) 5. Amphoe Wang Hin (อำเภอวังหิน) 6. Amphoe Phu Sing (อำเภอภูสิงห์) 7. Amphoe Mueang Chan (อำเภอเมืองจันทร์) 8. Amphoe Benchalak (อำเภอเบญจลักษ์) 9. Amphoe Phayu (อำเภอพยุห์) 10. Amphoe Pho Si Suwan (อำเภอโพธิ์ศรีสุวรรณ) 11. Amphoe Sila Lat (อำเภอศิลาลาด) \| | |
| Amphoe (Landkreise) | Amphoe (Landkreise) |
| 1. Amphoe Mueang Si Sa Ket (อำเภอเมืองศรีสะเกษ) 2. Amphoe Yang Chum Noi (อำเภอยางชุมน้อย) 3. Amphoe Kanthararom (อำเภอกันทรารมย์) 4. Amphoe Kantharalak (อำเภอกันทรลักษ์) 5. Amphoe Khukhan (อำเภอขุขันธ์) 6. Amphoe Phrai Bueng (อำเภอไพรบึง) 7. Amphoe Prang Ku (อำเภอปรางค์กู่) 8. Amphoe Khun Han (อำเภอขุนหาญ) 9. Amphoe Rasi Salai (อำเภอราษีไศล) 10. Amphoe Uthumphon Phisai (อำเภออุทุมพรพิสัย) 11. Amphoe Bueng Bun (อำเภอบึงบูรพ์) | 1. Amphoe Huai Thap Than (อำเภอห้วยทับทัน) 2. Amphoe Non Khun (อำเภอโนนคูณ) 3. Amphoe Si Rattana (อำเภอศรีรัตนะ) 4. Amphoe Nam Kliang (อำเภอน้ำเกลี้ยง) 5. Amphoe Wang Hin (อำเภอวังหิน) 6. Amphoe Phu Sing (อำเภอภูสิงห์) 7. Amphoe Mueang Chan (อำเภอเมืองจันทร์) 8. Amphoe Benchalak (อำเภอเบญจลักษ์) 9. Amphoe Phayu (อำเภอพยุห์) 10. Amphoe Pho Si Suwan (อำเภอโพธิ์ศรีสุวรรณ) 11. Amphoe Sila Lat (อำเภอศิลาลาด) |

### Lokalverwaltung
Für das ganze Gebiet der Provinz besteht eine Provinz-Verwaltungsorganisation (องค์การบริหารส่วนจังหวัด, kurz อบจ., Ongkan Borihan suan Changwat; englisch Provincial Administrative Organization, PAO).
In der Provinz gibt es zwei Städte (เทศบาลเมือง – Thesaban Mueang): Si Sa Ket (เทศบาลเมืองศรีสะเกษ) und Kantharalak (เทศบาลเมืองกันทรลักษ์).
Daneben gibt es 17 Kleinstädte (เทศบาลตำบล – Thesaban Tambon).